# Csomókat feloldó Szűz Mária
A csomókat feloldó Mária – Johann Georg Schmidtner 1700 körül alkotott festménye. Az eredeti kegyképet, 1700 körül Hieronymus Ambrosius Langenmantel (1641–1718), az augsburgi Szent Péter káptalan kanonokja adományozta a templomnak, egy régi családi esemény emlékére.
Ferenc pápa Szűz Mária tiszteletének fényes bizonyítéka, hogy egész Latin-Amerikában egy új máriás mozgalmat indított el: Maria Knotenlöserin (A csomókat feloldó Mária) augsburgi kegyképet terjesztette el Argentínában és később egész Latin-Amerikában.